# 이불해
이불해(李不害, 1529년(중종 24년)-?)는 조선시대 전기의 서화가이다. 자는 태수(太綏). 그림과 글씨에 모두 뛰어났으며 지식이 해박하고 필치가 정교하여 당시 안견(安堅)에 다음가는 거장(巨匠)으로 일컬어졌다. 화적으로 <예장소요도(曳杖逍遙圖)>가 덕수궁 미술관에 소장되어 있다.
그의 그림으로 전해지는 <기마독행도(騎馬獨行圖)> <산수도(山水圖)> 6폭 및 <묘작도(猫鵲圖)> 등이 있으나, 앞의 것에 비하면 웅건한 필세(筆勢)의 점에서 떨어진다.